# Fiat 525
Fiat 525 — легковой автомобиль, выпускавшийся компанией Fiat с 1928 по 1931 год.
525 модель была более крупной по сравнению с предшествовавшей ей моделью Fiat 512. 
После первого года производства модель была модифицирована и получила название 525N. 
Существовал и спортивный вариант — 525 SS — с более мощным двигателем и укороченным шасси.
Всего выпущено 4400 автомобилей.

## Двигатели
| Модель | Годы выпуска | Двигатель                                              | Объем         | Мощность | Топливная система |
| ------ | ------------ | ------------------------------------------------------ | ------------- | -------- | ----------------- |
| 525    | 1927-29      | рядный, 6-цилиндровый с боковым расположением клапанов | 3739 куб. см. | 69 л.с.  | один карбюратор   |
| 525 SS | 1928-30      | рядный, 6-цилиндровый с боковым расположением клапанов | 3739 куб. см  | 89 л.с   | один карбюратор   |

- Fiat 525 N Rodster 1929
- Fiat 525 S Sedan 1929
- Fiat 525 Sedan 1928